# Estação ABC
A Estação ABC é uma das estações da Linha Azul do Sistema de Trens Urbanos de Maceió, situada em Maceió, entre a Estação Fernão Velho e a Estação Rio Novo.
Localiza-se na Rua Vereador Hermínio Cardoso. Atende o bairro do Fernão Velho.